# Hviezdoslavov
Hviezdoslavov is een Slowaakse gemeente in de regio Trnava, en maakt deel uit van het district Dunajská Streda.
Hviezdoslavov telt 609 inwoners.